# Équipe unifiée d'Allemagne aux Jeux olympiques d'hiver de 1956
Aux Jeux olympiques d'hiver de 1956 à Cortina d'Ampezzo, en Italie, l'Allemagne de l'Ouest et l'Allemagne de l'Est se présentent sous la même bannière. De 1956 à 1964, les athlètes de l'Équipe unifiée d'Allemagne concourent sous le sigle GER. Le CIO le modifie rétroactivement en EUA (« Équipe unifiée allemande »). Cette équipe subsiste jusqu'aux Jeux olympiques d'été de 1964 à Tōkyō. 
La délégation allemande, composée de 63 athlètes, a récolté 2 médailles : 1 d'or et 1 de bronze. Elle a terminé au 9e rang du classement des médailles.

## Médailles
| Médaille                            | Nom           | Sport      | Compétition         |
| ----------------------------------- | ------------- | ---------- | ------------------- |
| Médaille d'or, Jeux olympiques      | Ossi Reichert | Ski alpin  | Slalom géant femmes |
| Médaille de bronze, Jeux olympiques | Harry Glaß    | Saut à ski | Hommes              |